# Abū Hanīfa

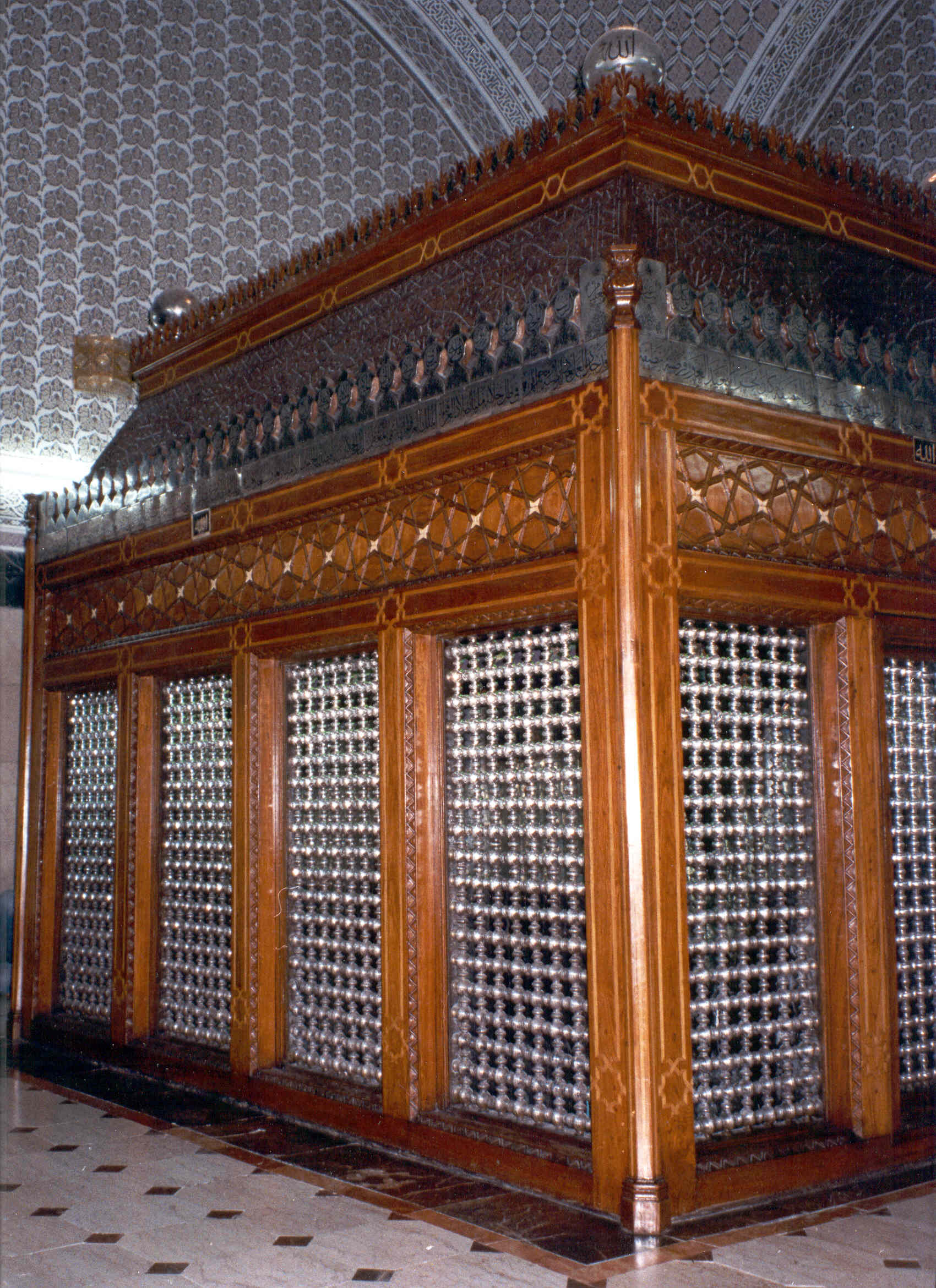
Grabstätte von Abu Hanifa

Abū Hanīfa an-Nuʿmān ibn Thābit al-Kūfī (arabisch أبو حنيفة النعمان بن ثابت الكوفي, DMG Abū Ḥanīfa an-Nuʿmān ibn Ṯābit al-Kūfī; geb. um 699 in Kufa; gest. 767 in Bagdad) war ein islamischer Theologe und Rechtsgelehrter, der in Kufa und Bagdad wirkte und nach dem die Rechtsschule der Hanafiten benannt ist. Von seinen Anhängern wird Abū Hanīfa als „der größte Imam“ (al-Imām al-Aʿẓam) verehrt. Bekannt war er auch für seine spezielle Lehre vom Glauben, die als murdschiitisch eingeordnet wurde.

## Abstammung
Abū Hanīfa war persischer Abstammung. Die meisten Quellen berichten, dass seine Vorfahren aus Kabul stammten. Sein Großvater Zūtā soll als Sklave aus Kabul (Afghanistan) nach Kufa im heutigen Irak gebracht und dort von einem Mitglied des arabischen Stamms Taimallāh ibn Thaʿlaba freigelassen worden sein. Er und seine Nachkommen wurden auf diese Mawālī dieses Stamms. Deswegen wird Abū Hanīfas Nisba häufig auch als at-Taimī angegeben. Allerdings wurde dieser Bericht von Abū Hanīfas Enkel Ismāʿīl ibn Hammād (gest. 827–828) bestritten, der angab, Nachkomme freier Perser zu sein, die nie versklavt wurden, und von seinem Großvater behauptete, dass er der Nachfahre eines Marzban gewesen sei. Damit versuchte er offenbar, den Status seines Großvaters aufzuwerten.

## Leben
Abū Hanīfa wurde um 699 in Kufa, einem der damaligen Zentren islamischer Gelehrsamkeit, geboren. Wie sein Vater verdiente er seinen Lebensunterhalt mit dem Verkauf von Chazz, einer Art Seidengewebe. Sein Interesse an Theologie und Fiqh soll durch asch-Schaʿbī (gest. um 722–23) geweckt worden sein. Zu seinen weiteren Lehrern im Bereich von Tradition und Fiqh gehörten Nāfiʿ (gest. 735/36), ein Klient von ʿAbdallāh ibn ʿUmar, der mekkanische Fiqh-Gelehrte ʿAtā' ibn Abī Rabāh (gest. 732/33) und der medinische Gelehrte Rabīʿa ibn Abī ʿAbd ar-Rahmān (gest. 753/54). Lange Jahre besuchte Abū Hanīfa auch den Kreis des kufischen Juristen Hammād ibn Abī Sulaimān, der ihn schließlich zu seinem Meisterschüler erkor. Nach einem Bericht, den al-Chatīb al-Baghdādī anführt, dachte Abū Hanīfa nach zehnjährigem Studium bei Hammād darüber nach, einen eigenen Zirkel zu gründen. Ungefähr zu dieser Zeit erfuhr Hammād jedoch vom Tod eines Verwandten in Basra. Bevor er nach Basra aufbrach, wies er Abū Hanīfa an, ihn während seiner Abwesenheit zu vertreten. Als Hammād zwei Monate später zurückkehrte, übergab Abū Hanīfa ihm ungefähr sechzig Rechtsfragen, die er in der Zwischenzeit beantwortet hatte. Bei vierzig dieser Fragen stimmte Hammād Abū Hanīfas Antworten zu, bei den übrigen zwanzig war er jedoch anderer Meinung. Abū Hanīfa gelobte daraufhin, seinen Lehrer nicht zu verlassen, sondern bis zu dessen Tod bei ihm zu verbleiben.
Nach Hammāds Tod im Jahre 737 übernahm er aber dessen Schülerkreis. Abū Hanīfa pflegte Bekanntschaft mit dem 5. und 6. Imam der Imamiten, Muhammad al-Bāqir und Dschaʿfar as-Sādiq. Ein Vorfall im Jahre 744, gegen Ende der Umaiyadenzeit, weist darauf hin, dass er zu dieser Zeit bereits über einigen politischen Einfluss verfügte: Als der radikale Murdschiit al-Hārith ibn Suraidsch (gest. 746) nach dem Scheitern seines Aufstands den reformorientierten Kalifen Yazīd III. (reg. 744) um Begnadigung bat, bat er Abū Hanīfa um ein Empfehlungsschreiben. Als ihm wenig später Yūsuf ibn ʿUmar Ibn Hubaira, der damalige Gouverneur des Irak (746–749), den Posten des Qādī von Kufa übertragen wollte, lehnte Abū Hanīfa jedoch ab. Der Gouverneur ließ ihn daraufhin auspeitschen. 747–748 floh Abū Hanīfa nach Mekka, wo er mehrere Jahre lebte. Erst während der Herrschaft des abbasidischen Kalifen al-Mansūr (reg. 754–775) kehrte er nach Kufa zurück.
Als al-Mansūr im Jahre 762 mit dem Bau der neuen Hauptstadt Bagdad begann, gehörte Abū Hanīfa zu den gelehrten Männern, die der Kalif kommen ließ, um ihn bei dem Unternehmen zu beraten. Allerdings unterstützte Abū Hanīfa noch im selben Jahr den Aufstand der beiden Aliden Muhammad an-Nafs az-Zakīya und Ibrāhīm ibn ʿAbdallāh gegen die abbasidische Herrschaft. Er korrespondierte in dieser Zeit mit Ibrāhīm ibn ʿAbdallāh und stellte ihm eine finanzielle Unterstützung von 4.000 Dirham in Aussicht. Außerdem soll er dem Bruder des Juristen Abū Ishāq al-Fazārī zur Teilnahme an dem Aufstand geraten haben. Nach asch-Schahrastānī leistete Abū Hanīfa selbst Muhammad an-Nafs az-Zakīya die Baiʿa. Als der Kalif davon erfuhr, ließ er ihn ins Gefängnis werfen und hielt ihn in Gewahrsam, bis er starb. Nach einer anderen Überlieferung, die asch-Schahrastānī anführt, erfuhr der Kalif erst nach dem Scheitern des Aufstands von Abū Hanīfas Treueid gegenüber Muhammad an-Nafs az-Zakīya und sperrte ihn ein, nachdem bekannt geworden war, dass er weiter an seiner Loyalität gegenüber den Ahl al-bait, also den Aliden, festhalten wollte. In einer späteren idealisierten Version der Geschichte wurde Abū Hanīfa eingesperrt, weil er sich erneut geweigert hatte, das Qādī-Amt zu übernehmen.
Zu Abū Hanīfa bedeutendsten Schülern zählen Abū Yūsuf, asch-Schaibānī und nach diesen Zufar ibn al-Hudhail.

## Werke
- Das einzige authentische Dokument Abū Hanīfas ist ein Brief theologischen Inhalts, den er nach Basra an den Tuchhändler ʿUthmān al-Battī (gest. 760) sandte.[12] Darin verteidigte er sich gegen den Vorwurf, dass er ein Murdschiit sei, und bekräftigte die ihm nachgesagte Lehre, dass ein Muslim, der eine Sünde begehe, immer noch als ein Gläubiger (muʾmin) anzusehen sei. Abū Hanīfa meinte, dass die pejorative Bezeichnung Murdschi'a zu Unrecht für eine Gruppe von Personen verwendet werde, die in Wirklichkeit honorige und rechtgläubige Menschen (ahl al-ʿadl wa-ahl as-sunna) seien.[13]
- Eine weitere bekannte Schrift mit dem Titel al-Fiqh al-Absaṭ enthält Antworten Abū Hanīfas auf theologische Fragen seines Schülers Abū Mutī' al-Balchī.
- Bei der Waṣīyat Abī Ḥanīfa (“The testament of Abū Ḥanīfa”) kann es sich nicht um ein Originalwerk Abū Hanīfas handeln, weil darin Themen behandelt werden, die erst nach seinem Tod diskutiert wurden.[14]
- Schließlich gibt es noch drei Texte mit Listen von Glaubensgrundsätzen, die unter dem Titel al-Fiqh al-akbar („die größte Einsicht“) kursieren und Abū Hanīfa zugeschrieben werden. Der Begriff al-Fiqh al-akbar wurde in hanafitischen Kreisen allgemein als Bezeichnung für Systematische Theologie im Sinne der Kenntnis der Glaubenslehren verwendet.[15] Umgekehrt meinte man, dass das, was gewöhnlich Fiqh genannt wird, nur die „kleinere Einsicht“ (al-Fiqh al-aṣġar) sei.[16] In der Forschung wird zwischen Fiqh akbar I, Fiqh akbar II und Fiqh akbar III unterschieden:
  - Fiqh akbar I ist von Arent Jan Wensinck aus einem Kommentar herausgefiltert worden, der von Josef van Ess auf die zweite Hälfte des 10. Jahrhunderts datiert wird,[17] und besteht aus einer Liste von zehn Lehrsätzen.[18] Der Text hat eine klar murdschiitische Ausrichtung. Artikel 5 verficht die murdischiitische Doktrin des „Aufschubs“ (irǧāʾ): „Wir überlassen die Frage von ʿUthmān und ʿAlī Gott, der die geheimen und verborgenen Dinge kennt.“
  - Fiqh akbar II ist eine erheblich längere Schrift, die nach Wensincks Zählung 29 Glaubensartikel umfasst.[19] Es kann sich kaum um ein Originalwerk Abū Hanīfas handeln, weil es Themen behandelt, die erst nach seinem Tod diskutiert wurden.[20] Von William Montgomery Watt wird es auf das späte 10. Jahrhundert datiert.[21]
  - Fiqh akbar III schließlich[22] hat nichts mit Abū Hanīfa zu tun, sondern wird asch-Schāfiʿī zugeschrieben, ist allerdings textlich von Fiqh akbar III abhängig.[23]

## Lehren

### Zum Wesen des Glaubens
Wie Abū l-Hasan al-Aschʿarī überliefert, lehrte Abū Hanīfa, der Glaube sei Kenntnis (maʿrifa) von und Bekenntnis (iqrār) zu Gott sowie Kenntnis des Propheten und Bekenntnis zu dem, was von Gott gekommen ist (d. h. die Offenbarung) – summarisch, ohne Erklärung im Detail. In al-Fiqh al-Absaṭ berichtet Abū Mutī' al-Balchī, dass er Abū Hanīfa nach dem Status eines Muslims fragte, der im Gebiet des Polytheismus (arḍ aš-širk) zum Islam konvertiert, ohne Kenntnisse des Korans oder der religiösen Pflichten des Islam zu haben. Darauf soll Abū Hanīfa geantwortet haben, dass er als Muslim betrachtet werden sollte. Abū Hanīfa lehrte auch, dass der Glaube nicht zunehmen oder abnehmen kann und dass das Gebet kein Bestandteil des Glaubens ist, worin andere Gelehrte einen Verstoß gegen die koranischen Aussagen in Sure 48:4 und 98:5 sahen.
Hinsichtlich des Sünders vertrat er die Auffassung, dass er ein muʾmin ḍāll sei, „ein Gläubiger, der die Irre gegangen ist“, auf keinen Fall aber ein Kāfir. Die Ahl al-Qibla, also die Muslime, so meinte er, sind allesamt als gläubig anzusehen. Mehrere Anekdoten, die al-Chatīb al-Baghdādī anführt, stellen die Radikalität seiner Ansichten zu dieser Frage heraus. Nach einer von ihnen trafen sich einmal die Rechtsgelehrten Sufyān ath-Thaurī, Scharīk ibn ʿAbdallāh (gest. 793–794), al-Hasan ibn Sālih ibn Haiy (gest. 784–785) und Ibn Abī Lailā und fragten Abū Hanīfa, ob jemand, der seinen Vater tötet, seine Mutter heiratet und auf dem Kopf seines Vaters Alkohol konsumiert, ein Gläubiger bleibt oder nicht. Als Abū Hanīfa dies bejahte, kritisierte ihn jeder von ihnen dafür.
Einige Zeitgenossen hielten Abū Hanīfa wegen seiner Überzeugungen für einen Murdschiiten, einzelne auch für einen Dschahmiten. Als der mekkanische Gelehrte ʿAtā' ibn Abī Rabāh Abū Hanīfa fragte, welcher religiösen Partei in Kufa er angehöre, soll Abū Hanīfa geantwortet haben: „Ich gehöre zu denen, die die Vorfahren nicht beleidigen, die an das Qadar glauben und die niemanden wegen seiner sündigen Tat der Untreue bezichtigen.“

### Zu Rechtsfragen
Abū Hanīfa verfasste selbst keine juristischen Werke, seine Lehre auf diesem Gebiet ist hauptsächlich durch die Schriften seiner Schüler Abū Yūsuf und asch-Schaibānī überliefert. Asch-Schaibānī verfasste ein Buch mit dem Titel Kitāb al-Ḥuǧǧa, um die Überlegenheit der Lehren Abū Hanīfas gegenüber denen der medinesischen Juristen zu demonstrieren. Asch-Schāfiʿī erwähnt in seinem Kitāb mā ḫtalafa fī-hi Abū Ḥanīfa wa-Ibn Abī Laylā unter Berufung auf Abū Yūsuf über 250 Fälle, Unterfälle und Rechtsprobleme, bei denen Abū Hanīfa und sein kufischer Kollege Ibn Abī Lailā (gest. 765) zu unterschiedlichen Lösungen gelangt werden. Anscheinend änderte sich die Lehre von Abū Hanīfa im Laufe der Zeit auch. Ein gewisser ʿAbbād b. Suhaib berichtete, dass er die Fatwas von Abū Hanīfa eine Zeit lang in Kufa aufschrieb, dann die Stadt für zehn Jahre verließ und bei seiner Rückkehr feststellte, dass Abū Hanīfa auf dieselben Fragen andere Antworten gab. Zu den Konzepten, die zur Charakterisierung der Rechtsmethode von Abū Hanīfa verwendet werden, gehören Ra'y, Istihsān und die Hiyal. Der Begriff istiḥsān, der von dem Verb istaḥsana („für gut halten“) abgeleitet ist, bedeutet hierbei, eine Schlussfolgerung, zu der man durch Qiyās gelangt ist, zugunsten einer anderen Schlussfolgerung abzulehnen, die aufgrund von gesellschaftlicher Praxis, öffentlichem Interesse oder Gerechtigkeit geboten ist.

## Rezeption

### Verehrung
Scharaf al-Mulk, der hanafitische Finanzminister (mustawfī) Alp Arslans, errichtete 1066 über dem Grab Abū Hanīfas im Bagdader Stadtteil ar-Rusāfa ein Kuppelmausoleum zusammen mit einer Madrasa. Damit wollte er dem hanafitischen Madhhab einen kulturellen Mittelpunkt und eine zentrale Lehrstätte verschaffen. Das Viertel um Abū Ḥanīfas Mausoleum wird heute noch nach seinem Beinamen al-Imām al-Aʿzam als al-Aʿzamīya bezeichnet. Auch die Abu-Hanifa-Moschee in Bagdad ist nach ihm benannt.
Verschiedene Gelehrte, so Muwaffaq ibn Ahmad al-Makkī (gest. 1172), adh-Dhahabī (gest. 1348), Muhammad al-Kardarī (gest. 1423/24), Schams ad-Dīn as-Sālihī (gest. 1532) und Ibn Hadschar al-Haitamī (gest. 1567), fassten hagiographische Werke über Abū Hanīfa ab, in denen sie Berichte über seine hervorragenden Eigenschaften (manāqib) sammelten. Ein wichtiges Thema dieser hagiographischen Literatur sind Überlieferungen, die als Ankündigungen Abū Hanīfas durch den Propheten Mohammed gedeutet wurden. Zu diesen Überlieferungen gehört das Prophetenwort: „Wenn sich das Wissen bei den Plejaden befände, so würden es Männer von den Persern erlangen (Lau kān al-ʿilm ʿinda aṯ-ṯuraiyā la-tunāwilu-hū riǧāl min abnāʾ Fāris)“. As-Suyūtī wird hierzu mit der Aussage zitiert: „Dies ist eine gültige Grundlage, auf die man sich hinsichtlich der Ankündigung Abū Hanīfas (sc. durch den Gottesgesandten) und der ihm zukommenden vollkommenen Vortrefflichkeit stützen kann.“ Eine weitere angebliche prophetische Vorhersage, die auf Abū Hanīfa bezogen wurde, ist die Überlieferung, wonach der Gottesgesandte einst sagte: „Die Zierde der Welt steigt auf im Jahre 150 (Tarfaʿ zīnat ad-dunyā sanat ḫamsīna wa-miʾa)“. Sie konnte deshalb auf Abū Hanīfa bezogen werden, weil er im Jahre 150 der Hidschra (= 767/68 n. Chr.) gestorben war. Nach einer weiteren Überlieferung hatte der Prophet gesagt: „In meiner Umma wird ein Mann auftreten, der Abū Hanīfa an-Nuʿmān genannt wird. Er ist die Lampe meiner Umma bis zum Tag der Auferstehung.“ Diese Überlieferung stieß jedoch nur auf wenig Zustimmung und wurde von den meisten Verfassern hagiographischer Werke über Abū Hanīfa als „erfunden“ (mauḍūʿ) zurückgewiesen.

### Kritik
Einige Generationen nach Abū Hanīfas Tod nahm der kufische Hadith-Gelehrte Ibn Abī Schaiba (gest. 849) in seine Traditionssammlung al-Muṣannaf ein Kapitel mit dem Titel Kitāb ar-Radd ʿalā Abī Ḥanīfa („Das Buch der Widerlegung Abū Ḥanīfas“) auf, in dem er 124 Rechtsfragen auflistete, bei denen Abū Hanīfa eine Meinung vertrat, die im Widerspruch zu einem Hadith stand. Vor allem schafiitische Gelehrte haben immer wieder Kritik an Abū Hanīfa geübt. Einer seiner schärfsten Kritiker war al-Dschuwainī (gest. 1085). Er schrieb in seinem Buch al-Burhān fī uṣūl al-fiqh:

„Was Abū Hanīfa betrifft, so gehört er keineswegs zu den Mudschtahids, weil er nicht einmal die arabische Sprache beherrschte, so dass er sagte: lau mā ramā-hu bi-Abā Qubais. Wer nur ein wenig Arabisch kann, weiß, dass das falsch ist. Er hatte auch kein Wissen von den Hadithen, so dass er daran Gefallen fand, schwache Hadithe zu akzeptieren und gesunde Hadithe zu bekämpfen. Und er hatte auch kein Wissen von den Usūl, so dass er Analogieschlüsse den Hadithen vorzog. Da er selbst über kein Verständnis verfügte, geriet sein Madhhab in Verwirrung und verwickelte sich in Widersprüche.“